# Sachsenring
Il Sachsenring è un circuito motoristico tedesco situato alla periferia di Hohenstein-Ernstthal, nel Land della Sassonia, a circa cento chilometri dalla capitale regionale Dresda. Fino al 1990 esso ricadeva nel territorio dell'allora Repubblica Democratica Tedesca, ospitandone il Gran Premio motociclistico per anni.

## Il circuito stradale

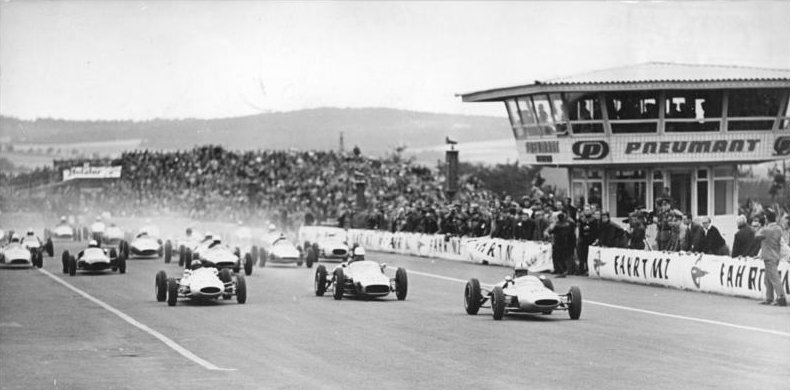
Il rettilineo di partenza nel 1962, gara della Formula Junior 1100

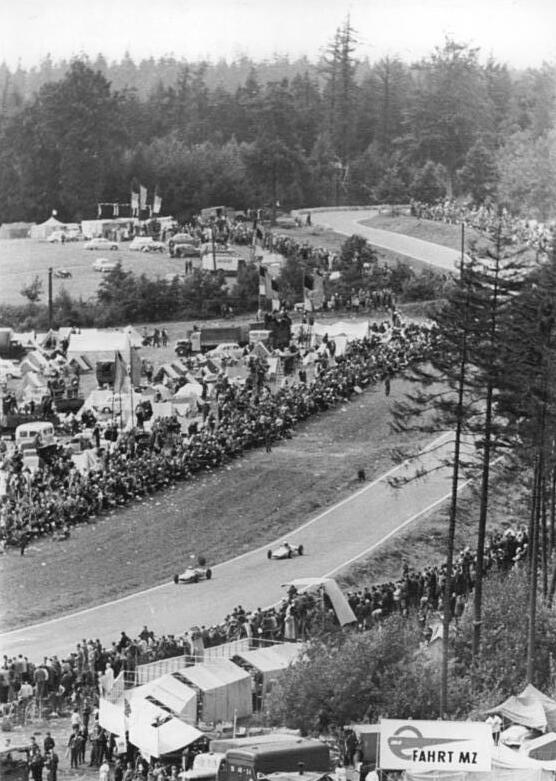
Il tratto tra la Jugendkurve e la Queckenbergkurve nel 1963, vista dal rettilineo di partenza

Il circuito, che venne rinominato "Sachsenring" nel 1937, può vantare una lunga tradizione motociclistica (sebbene vi corsero anche le automobili) avendo ospitato la prima gara di moto nel 1927 e avendo soppiantato il contemporaneo circuito di Grillenburg, lungo 14,5 km (poi accorciato a 12 km) attivo tra il 1927 e il 1933 e all'epoca considerato l'originale "Sachsenring". Fino al 1936 il circuito era denominato Badberg-Viereck per la forma quadrangolare del tracciato che aveva come angoli la Badbergkurve, la MTS-kurve, la Jugendkurve e la Queckenberg Kurve.
Dopo le prime due edizioni del 1927 e 1928 denominate Badberg-Viereck-Rennen (in italiano: Gara sul quadrato di Badberg), la gara fu disputata regolarmente solo a partire dal 1934, a causa dello spropositato numero di incidenti avvenuto durante la seconda edizione, ma tragicamente proprio nella gara della classe 500 di domenica 1º luglio 1934 persero la vita tre tra i migliori piloti del periodo: lo svedese Gunnar Kalén (pilota ufficiale Husqvarna e campione d'Europa uscente) e i belgi Leopold "Pol" Demeuter e "Noir" (pseudonimo di Erik Haps), alfieri della squadra ufficiale FN e reduci dalla doppietta ottenuta al Grand-Prix d'Europe ad Assen solo una settimana prima.
In seguito all'interruzione delle attività dovuta allo scoppio della Seconda Guerra mondiale, le competizioni motociclistiche, automobilistiche e per sidecar ripresero solo nel 1949 e negli anni seguenti crebbero enormemente di importanza, tanto che dal 1961 al 1972 il Sachsenring ha ospitato regolarmente il Gran Premio motociclistico della Germania Est valido per il Campionato del Mondo di Motociclismo. Tra i principali piloti che hanno corso e vinto al Sachsenring nell'epoca della DDR si citano Giacomo Agostini (detentore del primato della pista - relativo alle sole gare del motomondiale - in 2:55.4, ad una media di 176.798 km/h in sella alla MV Agusta tre cilindri), Mike Hailwood, Gary Hocking, Phil Read, Jim Redman, Ernst Degner, Ángel Nieto e Renzo Pasolini. L'ultima competizione svoltasi sul circuito stradale si tenne all'8 luglio 1990 e comprendeva, oltre alle canoniche classi 125cc/250cc/500cc, anche una gara per le monocilindriche Sound of Singles e una riservata alle Superbike, ma l'evento fu funestato da tre diversi incidenti che costarono la vita a tre piloti: Rainer Tews (classe 500), Bernhard Findeisen (classe 250) ed Edgar-Peter Leyer (classe 125).

### Caratteristiche
Lo storico circuito stradale si dipanava lungo le strade che dalla periferia sud-occidentale della città portavano al centro urbano di Hohenstein-Ernstthal percorrendo una strada in ripida salita (nei primi 3 km si guadagnavano 100m di quota), lo attraversavano passando per la Badbergkurve (una secca svolta a sinistra in salita) e poi, dopo aver scollinato all'uscita del centro abitato, si inoltravano verso nord-ovest nelle campagne adiacenti fino a raggiungere il tornante Jugendkurve, dove il tracciato ritornava verso il traguardo attraversando il bosco (il Rüsdorfer Wald). Questo tracciato aveva una forma trapezoidale, misurava 8,6 km e comprendeva tratti molto veloci come Heitere Blick, curve impegnative come la MTS Kurve, la Jugendkurve e la Queckenberg Kurve e inoltre la contorta sezione urbana era pavimentata con il pavé: era molto pericoloso, al pari di altri tracciati suoi contemporanei, ma attirava folle enormi di spettatori, che si assiepavano ai lati della strada.
Nel 1961 furono spesi ingenti capitali e con l'aiuto degli operai e dei contadini locali si lavorò per allargare e migliorare le condizioni della sede stradale, con la riasfaltatura di due terzi del tracciato e l'allargamento di tre metri del rettilineo di partenza: questi lavori aumentarono la sicurezza del tracciato, ma anche di molto la velocità media sul giro.
Negli anni successivi rimase pressoché invariato, tranne l'uso di un paio di chicane a partire dal 1987.

## L'autodromo

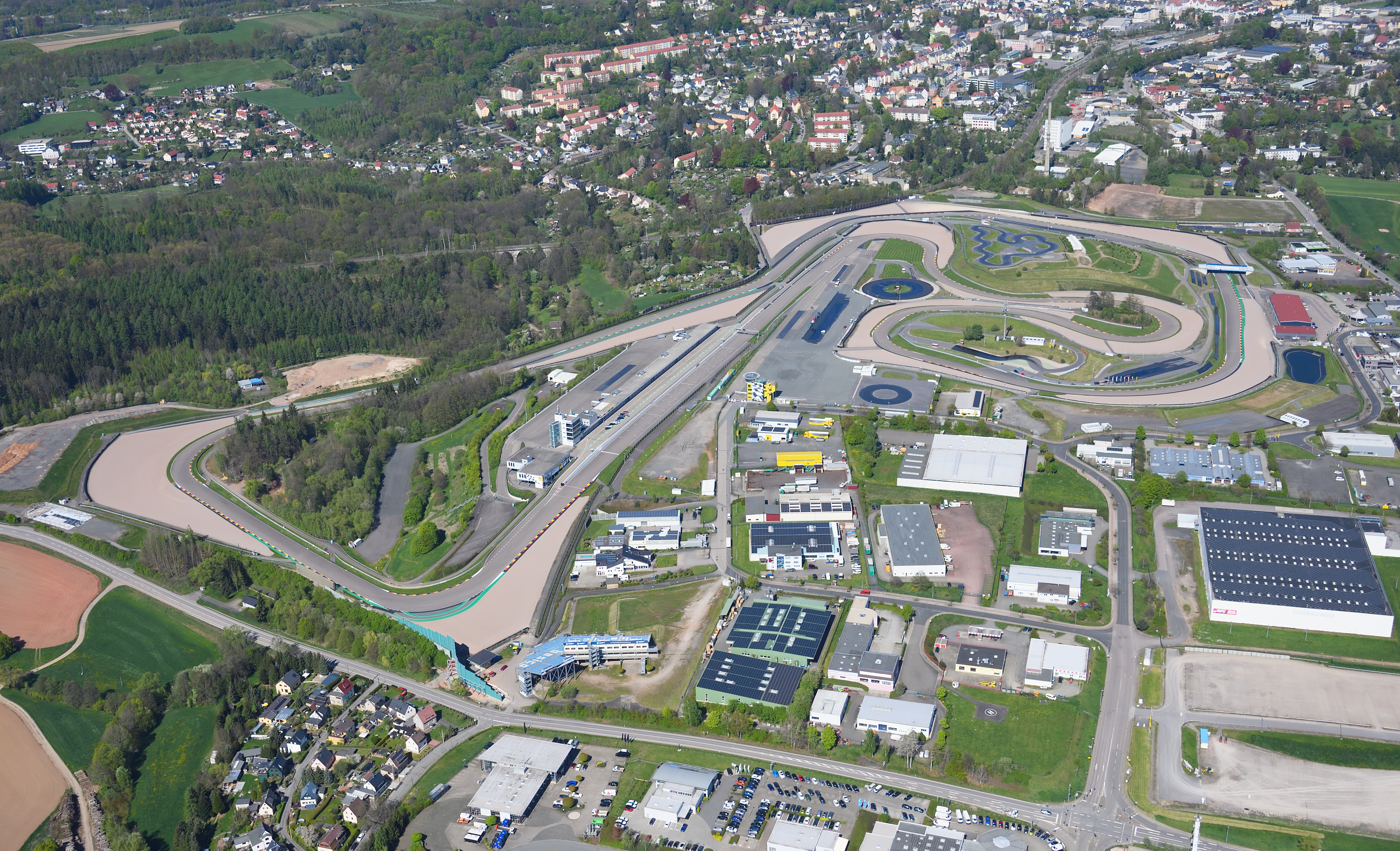
Vista aerea

### Storia
Dopo gli incidenti del 1990, non rispondendo alle nuove norme in merito alla sicurezza, il circuito non ottenne più l'omologazione per ospitare le gare mondiali, sebbene negli anni precedenti avesse accolto principalmente competizioni d'oltrecortina per ferma volontà del governo, fortemente irritato dall'episodio accaduto in seguito alla vittoria del Gran Premio motociclistico della Germania Est 1971, quando i tifosi locali acclamarono il vincitore della gara della Classe 250, il tedesco occidentale Dieter Braun, cantando l'inno della Germania Ovest.
Venne presa di conseguenza la decisione di abbandonare il vecchio tracciato che attraversava il centro urbano e le campagne circostanti e si pensò di invece di realizzare un moderno "Centro di guida sicura" sull'area di una vecchia fornace adiacente alla vecchia linea del traguardo, che potesse fare da nucleo per un futuro ritorno delle competizioni sull'impianto

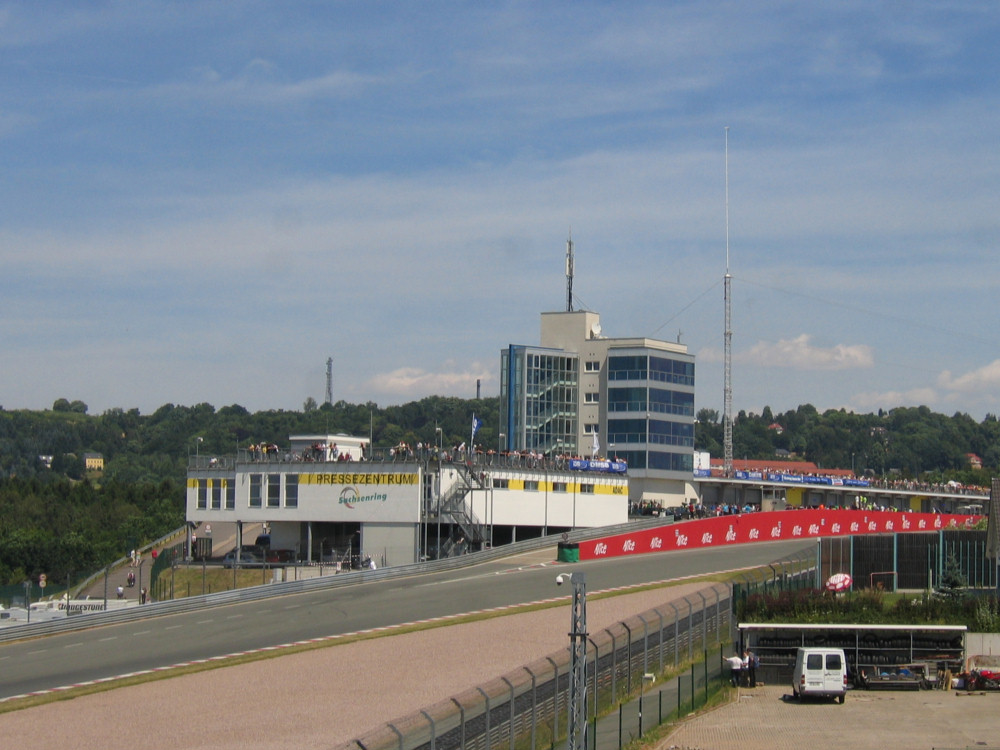
I box e la "Sala stampa" del rinnovato Sachsenring

I lavori richiesero diverso tempo per essere completati e nel frattempo le gare previste sul circuito vennero temporaneamente disputate su altri impianti nella vicina Repubblica Ceca ma, alla fine, gli sforzi profusi portarono al completamento del "Centro di guida sicura" nel 1995 e alla nascita nel 1996 di un circuito semipermanente completamente nuovo che veniva approntato in occasione delle gare combinando il "Centro di guida sicura", le strade dell'adiacente area industriale e un brevissimo tratto del rettilineo di partenza del vecchio circuito stradale (sebbene non ne avesse più la funzione: era diventato il tratto alle spalle del nuovo traguardo).
Il primo evento disputatosi sul nuovo impianto fu l'Internationales ADAC-Sachsenring-Rennen für Motorräder del 26 maggio 1996, una gara motociclistica riservata alle superbike, mentre il mese dopo fu la volta della gara automobilistica della Super Tourenwagen Cup, riservata alle vetture turismo. Tali competizioni si ripeterono regolarmente negli anni a seguire, finché non furono rimpiazzate da gare di maggior prestigio internazionale, nello specifico il Gran Premio di Germania del motomondiale (a partire dal 1998 e che ancora vi si disputa) e il DTM, che ha corso al Sachsenrimg nel biennio 2000-2001.
L'interesse suscitato nel pubblico da tali eventi convinse il Land della Sassonia e la locale sezione dell'ADAC a investire nello sviluppo di tutto l'impianto, che nel 2001 vide modifiche al tracciato tali da separarlo definitivamente dalla viabilità ordinaria (mediante la rilocazione del tracciato nel tratto retrostante ai box), la realizzazione dei nuovi box permanenti (precedentemente erano assemblati in occasione delle gare) e del "centro stampa" e che ha inoltre permesso un ampliamento del "paddock" (la zona di servizio situata alle spalle dei box). Del vecchio impianto è rimasta in piedi solo l'originale "torre di controllo", lasciata però fuori dall'attuale impianto, nei pochi metri che separano la Queckenberg Kurve originale da quella ricostruita.

### Il tracciato
Inaugurato nel marzo 1996, il nuovo tracciato ha subito continue variazioni nella parte che precedeva il traguardo e che, come già detto, era realizzata appositamente per la gara utilizzando la viabilità ordinaria (1998: rimozione della chicane posta subito prima del traguardo / 2000: rettifica del rettilineo del traguardo - con aggiunta di una chicane diversa e anticipata - e modifica del rettilineo "retro-box" e della "curva 11" che vi si immetteva), con le ultime modifiche importanti apportate nel 2001 che hanno portato alla realizzazione del ripidissimo rettilineo in discesa che porta alla Sachsenkurve, del successivo rettilineo in salita e di una nuova ultima curva in ripida salita (la nuova Queckenberg Kurve) che si rifà alla vecchia Queckenberg Kurve attualmente fuori dall'impianto e restituita alla viabilità ordinaria.
Il circuito viene percorso in senso antiorario e presenta 10 curve a sinistra e 4 curve a destra con un solo rettilineo di una certa importanza, quello dove si trova la linea del traguardo, della lunghezza di circa 800 m. La media sul giro della classe regina del motomondiale si aggira intorno ai 160 km/h.
Il circuito attuale (versione 2003, accorciato di una trentina di metri rispetto al 2001 con la modifica della curva Castrol-Omega) è molto più corto e tortuoso del "circuito stradale", infatti con i suoi 3.671 m di lunghezza è il più corto tra quelli dove si corre il motomondiale.